# Consolidación de Suecia

Fronteras aproximadas de Suecia en el antes de la incorporación de Finlandia durante el. El azul y el amarillo representan las tribus gautas y sueones; su unificación marca la consolidación de Suecia (en una opinión común).

La consolidación de Suecia implicó un extenso proceso durante el cual el sistema social poco organizado se consolidó bajo el poder del rey. Se desconoce la edad real del reino sueco. Además, por varias razones, los académicos difieren en la definición de la antigua Suecia como un país, un Estado o un reino.
A diferencia de las historias de Dinamarca y Noruega, no existe un acuerdo sobre una fecha confiable para una Suecia unificada. Los historiadores juzgan de manera diferente las fuentes de la historia de la consolidación de Suecia. La historia más antigua se mezcla con la mitología nórdica. Las fuentes primarias primitivas son extranjeras; y las fuentes secundarias se escribieron en una fecha posterior.